# Singida
Singida  este un oraș  în partea centrală a Tanzaniei. Este reședinta  regiunii Singida.